# Бањоло Пијемонте
Бањоло Пијемонте (итал. Bagnolo Piemonte) је насеље у Италији у округу Кунео, региону Пијемонт.
Према процени из 2011. у насељу је живело 2704 становника. Насеље се налази на надморској висини од 373 м.

## Становништво
Према резултатима пописа становништва 2011. у општини је живело 6.040 становника.
| 1931. | 1936. | 1951. | 1961. | 1971. | 1981. | 1991. | 2001. | 2011. |
| ----- | ----- | ----- | ----- | ----- | ----- | ----- | ----- | ----- |
| 6.218 | 5.893 | 5.337 | 4.722 | 4.853 | 5.106 | 5.123 | 5.431 | 6.040 |